# Max Rée
Max Emil Rée (7. oktober 1889 i København – 7. marts 1953 Los Angeles, USA) var en dansk scenograf og kostumedesigner, der som den første dansker vandt en Oscar for sin scenografi til westernfilmen Cimarron fra 1931.
Max Rée som var uddannet arkitekt startede som kostumedesigner på Dagmarteatret i København, hvor den tyske teatermand Max Reinhardt satte en forestilling op. Reinhardt blev begejstret for Rées arbejde og engagerede ham til flere forestillinger i Stockholm og Berlin. I 1925 tog Max Rée til Hollywood, hvor han fik en stor karriere som både kostumedesigner ("costume designer") og scenograf ("art director") hos filmselskaberne MGM, First National Pictures og RKO. Her skabte han bl.a. filmkostumer til store stjerner som Greta Garbo, Lillian Gish og Gloria Swanson og nåede at arbejde på ca. 150 filmproduktioner. Fra 1932 og frem til hans død arbejdede han primært inden for teater og tv.
Max Rée fader var højesteretssagfører Gerhard Müller Rée (1858-1931), søsteren Fanny Caroline Elisabeth (1814-1843), var moder til Louise Mogensine Ibsen, som blev gift med redaktør og politiker Carl Steen Andersen Bille, søsteren Johanne Christiane, der blev gift med kreditforeningsdirektør Christian Ludvig August Herforth, og Louise Petræa Cecilie (1825-1898), som i sit ægteskab med grosserer Vilhelm Christian Emil Thielsen (1821-1884) blev moder til bl.a. frihavnsdirektør Evald Thielsen (1851-1916) og til Fanny Thielsen (1853-1919), der blev gift med ejer af Den kgl. Porcelainsfabrik Gustav Adolf Falck (1833-1892).
Max Rée blev amerikansk statsborger 1931 og døde af kræft i 1953 i Los Angeles, 63 år gammel.